# Morpholeria subarctica
Morpholeria subarctica är en tvåvingeart som beskrevs av Gorodkov 1974. Morpholeria subarctica ingår i släktet Morpholeria och familjen myllflugor. Inga underarter finns listade i Catalogue of Life.